# Le Nayrac
Le Nayrac település Franciaországban, Aveyron megyében. Lakosainak száma 546 fő (2022. január 1.). Le Nayrac Coubisou, Estaing, Florentin-la-Capelle, Golinhac és Montpeyroux községekkel határos.

## Népesség
A település népessége az elmúlt években az alábbi módon változott:
| Lakosok száma | 639  | 660  | 581  | 565  | 519  | 522  | 512  | 530  | 528  | 546  |
|               | 1968 | 1982 | 1990 | 2006 | 2013 | 2015 | 2017 | 2019 | 2020 | 2022 |